# Gata Kamsky
Gata Kamsky (russisch Гата Рустемович Камский, frühere deutsche Transkription Gata Rustemowitsch Kamski, tatarisch Гата Камский; * 2. Juni 1974 in Nowokusnezk) ist ein US-amerikanischer Schachgroßmeister mit tatarisch-russischen Wurzeln. Ab 2025 spielt er für den französischen Schachverband.

## Werdegang

### Frühe Karriere
Kamsky ist Sohn eines tatarischen Vaters und einer russischen Mutter. Nach der Scheidung seiner Eltern kam der Sohn in die Obhut des Vaters, der sich mit ihm in Leningrad ansiedelte. Als Achtjähriger erlernte Kamsky das Schachspiel. Er zeigte früh erstaunliche Begabungen, so wurde er bereits als Sechsjähriger in die dritte Schulklasse eingestuft und spielte in diesem Alter bereits vielversprechend Klavier.
Als Zwölfjähriger gewann er die Meisterschaft des Schachklubs Dynamo, an der auch zwei Großmeister teilnahmen. 1987 (als Zwölfjähriger) gewann er die UdSSR-Jugendmeisterschaft U18. 1989 emigrierte er anlässlich eines Open-Turniers in New York gemeinsam mit seinem Vater in die USA. Der Kalte Krieg dauerte noch an, und deshalb berichteten westliche Massenmedien ausführlich über die auf einer Pressekonferenz verkündete Entscheidung von Vater Rustam und Sohn Gata. Im Juli 1990 hatte er eine Elo-Zahl von 2650 und lag auf Platz 8 der Weltrangliste, was ihn bis heute zum höchstgewerteten Spieler ohne Großmeistertitel macht.
Kamskys Schachtalent kam Anfang der 1990er Jahre zur Geltung: 1990, nachdem er das Traditionsturnier von Tilburg gewonnen hatte, verlieh ihm die FIDE den Großmeistertitel. 1991 wurde er US-Champion in Los Angeles. Er qualifizierte sich über das Interzonenturnier 1993 von Biel für die Kandidatenkämpfe der FIDE. Im gleichen Jahr gelang ihm auch die Qualifikation für die Kandidatenkämpfe der PCA in Groningen. Im FIDE-WM-Zyklus gelangte er bis zum Finale, das erstmals als FIDE-Weltmeisterschaftskampf galt. Er unterlag Anatoli Karpow in Elista 1996 mit 7,5:10,5 (+3 =9 −6). Im PCA-WM-Turnier unterlag er im Kandidatenfinale in Las Palmas 1996 Viswanathan Anand, den er im Halbfinale des FIDE-WM-Zyklus geschlagen hatte, mit 4,5:6,5 (+1 =7 −3).

### Rückzug vom Profi-Schach
Kamsky beendete nach diesen Erfolgen seine Schachspielerkarriere und begann ein Studium der Rechtswissenschaften in Brooklyn. In seiner freien Zeit spielte er im ICC eine Vielzahl von Partien, die von der Schachgemeinde mit Interesse wahrgenommen wurden. Überraschend nahm er an der FIDE-Weltmeisterschaft 1999 in Las Vegas teil, unterlag aber in der 2. Runde dem späteren Turniersieger Alexander Chalifman 1,5:2,5.

### Comeback
Im November 2004 verkündete Kamsky seinen Rücktritt vom Rücktritt und nahm an der US-Meisterschaft in San Diego teil, wo er im Mittelfeld landete. 2005 wurde Kamsky beim mit 500.000 US-Dollar dotierten und außerordentlich stark besetzten Open von Minneapolis geteilter Zweiter. Im Dezember belegte er beim Schach-Weltpokal 2005 Platz 9 und qualifizierte sich damit für die Kandidatenkämpfe zur Weltmeisterschaft 2007. 2006 gewann er nach Stichkampf das World Open in Philadelphia. Im selben Jahr wurde er nach Wesselin Topalow Zweiter beim renommierten M-Tel Masters in Sofia, ebenfalls geteilter Zweiter im darauffolgenden Jahr. In den Kandidatenkämpfen 2007 in Elista bezwang Kamsky zunächst Étienne Bacrot deutlich mit 3,5:0,5, unterlag dann in der zweiten Runde Boris Gelfand mit 1,5:3,5. Ende 2007 feierte Kamsky seinen größten sportlichen Erfolg seit seiner Rückkehr zum Schach: In Chanty-Mansijsk gewann er durch einen Finalsieg über Alexei Schirow (2,5:1,5) den Weltpokal 2007 (in den Runden zuvor besiegte er unter anderem Pjotr Swidler, Ruslan Ponomarjow und Magnus Carlsen) und qualifizierte sich dadurch für das Kandidatenfinale im Februar 2009 gegen Wesselin Topalow, in dem der Herausforderer des Weltmeisters für die Weltmeisterschaft 2010 ermittelt wurde. Dieses Match, das vom 17. bis zum 26. Februar 2009 in Sofia stattfand, verlor er mit 2,5:4,5 (+1 =3 −3).
Auch 2009, 2011 und 2013 nahm Kamsky am Schach-Weltpokal teil.
Nachdem er bei der Schacholympiade 1992 in Manila für die USA erstmals an einer Schacholympiade teilnahm, pausierte er 14 Jahre und spielte erst 2006 in Turin und bei der Schacholympiade 2008 in Dresden jeweils am Spitzenbrett für die USA und trug mit seinem Ergebnis von 6,5 Punkten aus zehn Partien zur Bronzemedaille 2008 seines Teams bei. Wie auch bereits 2006, als sein Team ebenfalls einen dritten Platz in der Gesamtwertung erzielte. Bei der Schacholympiade 2010 in Chanty-Mansijsk holte er 7 Punkte aus elf Partien, dort spielte er am zweiten Brett, ebenso wie bei den Schacholympiaden 2012 und 2014. Kamsky nahm mit der Mannschaft der Vereinigten Staaten außerdem an den Mannschaftsweltmeisterschaften 1993 (die er gewann), 2011 und 2013 teil.
Im Mai 2010 gewann er die US-Meisterschaft in St. Louis nach Stichkampf gegen Yury Shulman. Im August 2010 gewann er in Mainz die Grenke-Weltmeisterschaft im Schnellschach. Im April 2011 siegte er erneut bei der US-Meisterschaft. Beim Kandidatenturnier 2011 in Kasan schaltete er in der ersten Runde Wesselin Topalow aus, unterlag aber in der zweiten Runde nach Tiebreak gegen Boris Gelfand. Im Mai 2013 gewann Kamsky zum vierten Mal die US-Meisterschaft, nach Stichkampf gegen Alejandro Ramírez. 2014 errang er seinen fünften Titel als Landesmeister, diesmal nach Stichkampf gegen Varuzhan Akobian. 
Gata Kamsky war der Gewinner beim 54. Bieler Schachfestival 2021 vor Kirill Alexejenko und dem Dritten Nihal Sarin.

### Elo-Entwicklung
| Die zur Anzeige dieser Grafik verwendete Erweiterung wurde dauerhaft deaktiviert. Wir arbeiten aktuell daran, diese und weitere betroffene Grafiken auf ein neues Format umzustellen. (Mehr dazu) |

## Vereine
In der United States Chess League spielte Kamsky 2014 für die New York Knights, die russische Mannschaftsmeisterschaft gewann er 2008 mit Ural Jekaterinburg. Kamsky gewann dreimal den European Club Cup (an dem er insgesamt siebenmal teilnahm), nämlich 2007 mit CA Linex Magic Mérida, 2008 mit Ural Jekaterinburg und 2012 (als er außerdem das beste Einzelergebnis am fünften Brett erreichte) mit SOCAR Baku. In Deutschland war Kamsky in der Saison 1993/94 für die SF Dortmund-Brackel in der 1. Bundesliga gemeldet, blieb jedoch ohne Einsatz. In der Saison 2016/17 spielte er für die SF Deizisau in der 2. Bundesliga, in den Saisons 2018/19 bis 2024/25 ebenfalls für Deizisau in der 1. Bundesliga.

## Familie
Kamsky ist verheiratet und hat einen Sohn.